# Choi Young-ae
Choi Young-ae (en coreano: 최영애; Busan, 10 de enero de 1951) es una experta surcoreana en derechos de las mujeres y derechos humanos. Desde septiembre de 2018 está al frente de la Comisión Nacional de Derechos Humanos de Corea del Sur. Nombrada por el presidente Moon Jae-in es la primera mujer que dirige la comisión y la primera persona al frente de este organismo independiente que no tiene una base de práctica legal. Durante su presidencia ha puesto en marcha diversas investigaciones de denuncias sobre abuso sexual y acoso, conductas históricamente impunes en la sociedad surcoreana.

## Trayectoria
Se especializó en estudios religiosos y tiene un máster de estudios de género por la Universidad de Mujeres Ewha. 
Choi Young-ae trabajó durante más de tres décadas en la defensa de los derechos de las mujeres y en la lucha contra la violencia sexual. También ha estado vinculada durante años a la Comisión Nacional de Derechos Humanos de Corea del Sur (NHRCK por sus siglas en inglés) de la que finalmente fue nombrada presidenta en 2018. Desempeñó un papel fundamental en el establecimiento de la base jurídica para la creación de este organismo a finales de la década de 1990, de 2002 a 2004 fue su primera secretaria general y comisionada permanente de 2002 a 2004 y también fue la presidenta en funciones de la comisión en 2006. La Comisión Nacional de Derechos Humanos de Corea del Sur fue establecida el 25 de noviembre de 2001 como organismo independiente del gobierno bajo el liderazgo del presidente Kim Dae Jung galardonado con el Premio Nobel de la Paz.
También presidió el Comité de Derechos Humanos del gobierno de la ciudad de Seúl, así como la Junta de Defensores de los Derechos Humanos de la Mujer, una organización que apoya a las mujeres norcoreanas que han desertado.
En julio de 2018 fue nominada por el presidente Moon nominó a Choi como presidenta por un período de tres años, iniciando su mandato el 3 de septiembre.

### Lucha contra la violencia sexual
De 1991 a 2001 presidió el Centro de Ayuda contra la Violencia Sexual de Corea. En 1992 lideró el movimiento de la sociedad civil, que impulsó la promulgación de una ley contra la violencia sexual. En 1993 dirigió y ganó el primer caso de acoso sexual en Corea del Sur, enfrentándose a las dificultades a causa de la ausencia de un marco jurídico adecuado al respecto.
En 2015 fue elegida presidenta del comité especial sobre violencia sexual en la Oficina Provincial de Educación de Gyeonggi. 
En enero de 2019 la Comisión nacional de derechos humanos bajo su presidencia inició una investigación para determinar la situación real del abuso que sufrían atletas adultas y menores tras diversas denuncias de haber sufrido abusos sexuales por parte de varias atletas de alta competición a raíz del movimiento MeToo. Choi Young-ae declaró que "La violencia física y sexual en los deportes (de Corea del Sur) no ocurre de manera incidental, sino que se genera consistentemente bajo una estructura" (...) "Una cultura que pone las medallas y otros premios por encima de todo lo demás ha estado exonerando los comportamientos violentos y esa violencia se ha asociado estrechamente con la violencia sexual que ocurre".
En julio de 2020 se anunció que la Comisión investigaría las acusaciones de acoso y conducta sexual inapropiada contra su secretaria del difunto alcalde de Seúl, Park Won-soon analizando si el Gobierno Metropolitano de Seúl miró hacia otro lado. Park, activista cívico, abogado de derechos humanos, fue encontrado muerto el 10 de julio después de que su secretaria presentara a la policía su denuncia contra acoso el 8 de julio. La abogada de la demandante pidió que la comisión de control de derechos humanos elabore medidas para evitar el acoso sexual por parte de funcionarios gubernamentales electos de alto nivel.